# Васильев, Александр Викторович (архитектор)
Александр Викторович Васильев (24 августа 1913, дер. Покровское Тамбовской обл. — июль 1976, Ленинград) — советский, российский архитектор, художник, Доцент ЛИСИ, «блокадник», беспартийный. Заслуженный архитектор РСФСР (1969). Обладатель Золотой Медали Академии Художеств (1963 г.) Архитектор ансамбля Пискаревского Мемориального Кладбища.

## Ранние годы (1914-38)
Александр Васильев родился в дер. Покровское Тамбовской обл. 24 августа 1914 года в семье железнодорожного мастера, будущего начальника участка службы путей сообщения г. Балашиха — Виктора Ивановича Васильева (1891—1922) и Анны Георгиевны Васильевой (в. д. Раздольской) (1893—1966), домохозяйки, депутата Горсовета г. Новохоперск (в разные годы).
После смерти отца семья из Балашихи переехала в Новохоперск где Александр поступил в 9-ти летку, которую окончил в 1930 году. Здесь, в школе, он встретил своего первого наставника в искусстве, учителя рисования, художника Перьева, молодого выпускника Ленинградской Академии Художеств. Уже в Новохоперске Васильев начал участвовать в оформлении к праздникам, не только школы но и города. С поддержкой Перьева он подал свои документы на живописный факультет Академии (Институт живописи, скульптуры и архитектуры имени И. Е. Репина) и получил отказ на основе происхождения — «не из рабочих». Чтобы подойти под критерии для подачи документов, в 1930 году Васильев поступил работать чертёжником в АПО Ленгорсовета, и одновременно, в 1931 году, в Художественно-Промышленный Техникум. В 1932 году снова подал документы в Академию, теперь уже на архитектурный факультет, бросил техникум и начал учиться в ней. Сначала «провинциальному мальчику» содержащему себя самого с 17 лет было трудно, но он быстро стал получать «все пятерки», по всем специальным предметам, и насмешки кончились. Он стал любимым учеником Рудакова, который преподавал у него рисунок. Архитектуре учился в мастерской Н. А. Троцкого, а затем у И. И. Фомина. Здесь в 1936 году он женился на Валентине Ивановне Клейменовой, и в 1937 году у них родился сын Юра.
В 1938 году защитил диплом, получил звание архитектора-художника и был направлен на работу архитектором в Ленгорпроектстрой но проработал на этой работе лишь до апреля 1939 года.

## Васильев художник (1939-45)
До окончания Академии по необходимости содержания ребёнка и неработающей жены стал работать художником беря много оформительской работы. После окончания Академии и «распределения» в Ленгорпроектстрой работать архитектором не хотел и договорился о постоянной работе на ИЗОкомбинате. Из Ленгорпроектстроя не отпускали, по «собственному желанию» уйти не мог; с большим риском для себя пришлось опоздать на работу и быть уволенным. На следующий день он уже работал художником на заводе Теасветарраратура (апрель-июнь 1939) а затем в ИЗОкомбинате треста художественно-произв. предприятий (аналог Худфонда — только в более раннее время). Здесь он становится художественным руководителем портретного цеха; здесь знакомится с художником Балашевым, который после войны стал директором издательства «Художник РСФСР» и с которым у А. В. Васильева устанавливаются рабочие отношения на долгие годы, включая и период после его «возвращения» в архитектуру. С 1942 Васильев работает в тресте Ленгороформление. Одной из обязанностей А.В. в эти периоды было и оформление к праздникам Дворцовой Площади.
Академик А. В. Жук вспоминая о «Саше» говорил — «У него был потрясающий талант, Саша брал длинный свернутый холст раскатывал один конец на полу и начинал писать „вождей“ с головы, постепенно сворачивая холст с изображением в новый рулон, пока не доходил до ботинок. Готовый холст он никогда не проверял, но, когда холсты вывешивали на Дворцовой, все было на месте и пропорционально.»
Перед войной А. В. Васильев заболевает туберкулезом и лишается одного легкого. В связи с началом войны расформировывается ИЗОкомбинат. Всю войну работает в Ленинграде, на одном дыхании, с одним легким. Работает в штабе партизанского движения рисуя карты и схемы для партизан, работает в тресте Ленгороформление, работает в газете «Смена», в издательстве «Искусство», в какой-то момент в Смольном, отвечая за его маскировку. Васильев-художник автор многих военных плакатов и в соавторстве с поэтом Борисом Лихачевым многих военных открыток. В эти годы не брезгует художник и такой изобразительной формой как лубок. Лубок «Подвиг пяти моряков» дело его рук.

### Плакаты времен войны
Его первый плакат «Гитлеризм погибнет под тяжестью своих преступлений» был выпущен в 1941 г., когда Управление по делам искусств Ленгорисполкома объявляет конкурс на лучший антифашистский плакат и А. В. Васильев получает 1-ю и 2-ю премии. За первым следуют другие плакаты: «Да здравствуют наши славные партизаны и партизанки!»; «Под знаменем Ленина — вперед за Родину, за нашу Победу!»; «Не допускай простоя станка!»; «Береги тепло!»; «Выше знамя Ленина-Сталина. Оно несет нам победу»; «Щели-траншей — надежное укрытие»; «Ленинградец, имея выигрышный вклад, ты помогаешь фронту»; «Мщение и смерть немецким людоедам!» (в более поздних изданиях плаката слово людоед было заменено словом оккупант); и это не весь список. За свой вклад в 22 декабря 1942 г. А. В. Васильев награждён медалью «За оборону Ленинграда». За его голову немцы предлагают награду.
Ещё одной сферой деятельности А.В. в этот период являются обмеры памятников архитектуры и зарисовки разрушенных зданий. С тех пор в личном архиве сохранился его обмер решетки Летнего Сада. Где то ещё по архивам и музеям лежат и обмеры и отмывки решеток и деталей Павловского Дворца, В феврале 1944, ещё при работе саперов в городе Пушкине А. В. начал работу по «фиксации» разрушений Пушкинского дворца создав серию гуашей. На основе этой серии в 1946 г. им был выпущен литографический альбом. Большая часть этих работ находится в постоянной экспозиции Пушкинского Дворца, две оставшиеся находятся в музее архитектуры имени Щусева.
В 1944 художник получает грамоту от Ленгорсовета за оформление выставки «Героическая оборона Ленинграда»
Выжить в эти годы в Ленинграде было не просто, особенно с одним легким. К концу войны у А.В. начинается тяжелое осложнение но он в очередной раз «выживает». Пайки в штабе партизанского движения, в Смольном, и редкие пересылки с продуктами из личного пайка мужа сестры Марии, главного медика Ленинградского фронта, полковника, А. Ф. Кобзева. сохранили ему жизнь в голодном и вымирающем городе. Реальности этого времени остались с ним навсегда.
6 июня 1945 А. В. Васильев награждён медалью «За доблестный труд в Великой Отечественной Войне»
После возвращения в архитектуру в 1945 г. художественная работа не останавливается. Васильев создает литографические листы и офорты по Ленинграду, большое количество работ пастелью. Как портретист делает акварельные портреты почти всех известных современных архитекторов Ленинграда. (Н. К. Назарьина, И. А. Вакса, Шпайзера, Савкевича, Князева, Иоффе, Жука, Кубасова: Белова, Шретера, Груздева, Гольдгора, Ушаковой, Свирского, Леймана, Майофиса, Гурьева, Лелякова, Фромзеля, Барутчева, Н. М. Назарьина, О. И. Ивановой, Хидекеля, Мачерета, Тарантула и м.д. — Большинство этих портретов находятся в коллекции музея им. Щусева и Музее Истории Ленинграда.) Часто «moonlights» для Балашева. Карандаш из рук не выпускает никогда, часто работает углем, тушью; тысячи его рисунков и набросков с архитектуры, природы, людей по многим странах мира (Россия, Италия, Англия, Норвегия, Египет, Польша, Финдляндия, Болгария, Белоруссия, Украина, Латвия, Эстония, Грузия, Армения) разбросаны по музеям и архивам в стране и за рубежом. Только на персональной выставке в союзе архитекторов в 1970 г. им было выставлено более 150 работ относящихся к архитектуре.

## Архитектура

Первоначальный вид станцнн метро «Нарвская»

Проект вокзала в Выборге

Руководитель 4-й мастерской Ленпроекта. 1954-?. Главный архитектор застройки набережных реки Невы. 1967-?.
В январе 1945 г. в возрасте 32 лет Васильев "возвращается в архитектуру «молодым архитектором» поступая в единственную в те годы мастерскую Ленпроекта. Руководил Мастерской Е. А. Левинсон. Здесь он впервые встречает двух других «молодых архитекторов» Гольдгора и Сперанского и образуется творчески активная группа впоследствии известная в Ленпроекте под названием Триумвират. Вместе они делают подачи на многие конкурсы, вместе начинают выигрывать проекты и строить. Станция метро «Нарвская» (изначально «Сталинская». 1949 г.) и Железнодорожный вокзал в г. Выборге (1951 г.) «взятые» Триумвиратом, в конкурсах, постройки.

### Пискаревский мемориал

Здесь в течение 2-х первых лет Васильев через серию конкурсов получил право строить архитектурный ансамбль Пискаревского Мемориального кладбища.

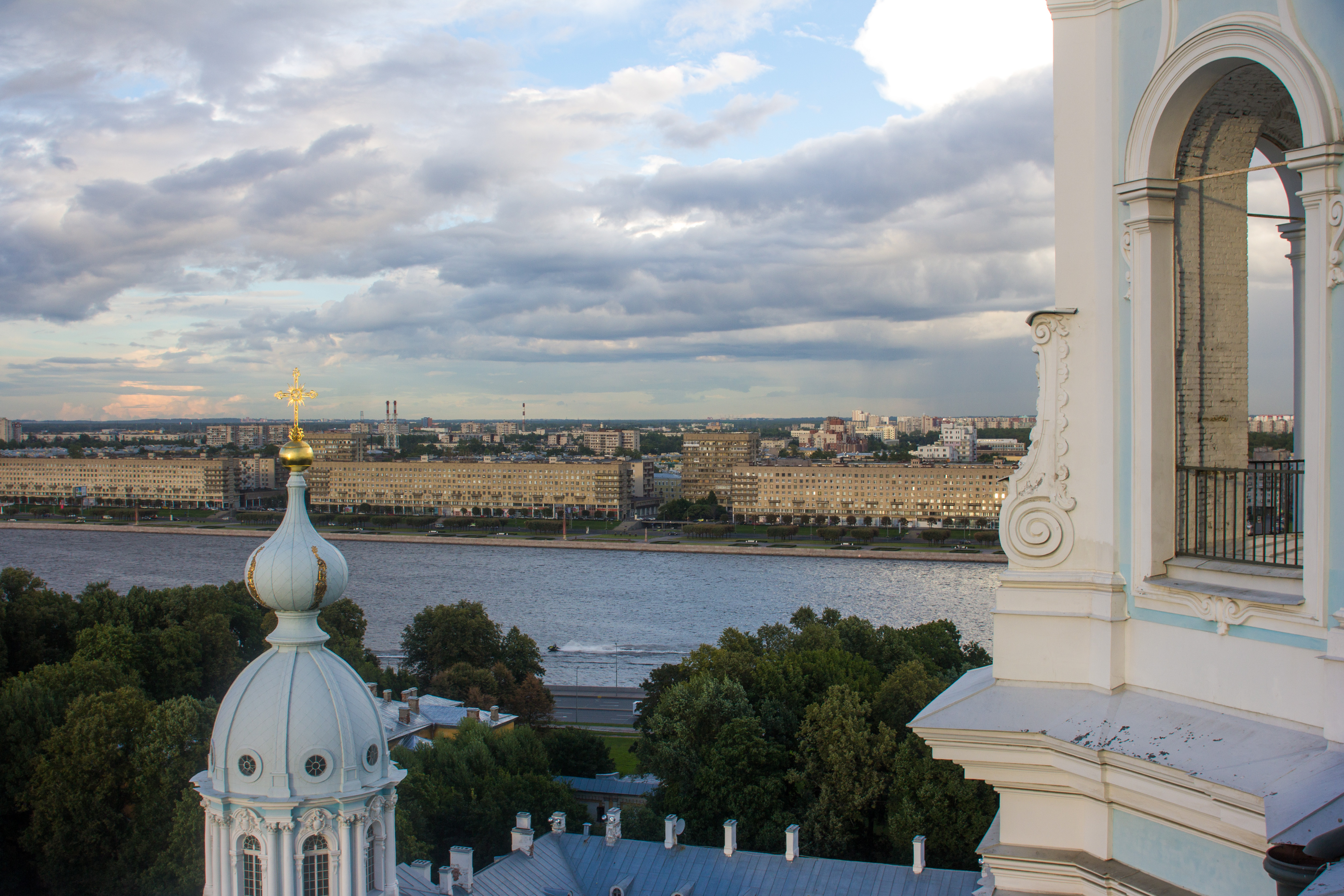

1945 г. — Проект памятника на местах братских захоронений погибших в блокаду Ленинграда. Совместно с Дементьевым В. М. — Внутренний конкурс Ленпроекта. 1-й тур проекта Пискаревки. Отбор на второй тур.
1945 г. — Проект памятника на Пискаревском кладбище. Без соавторов. Внутренний конкурс Ленпроекта. 2-й тур проекта Пискаревки. — 1-е место. Проект одобрен Городским Архитектурным Советом Управления по делам Архитектуры для дальнейшей разработки. Право строить.
1946 г. — Проектное задание памятника на Пискаревском кладбище. Два варианта. Автор проекта Васильев А. В. Перед подачей Градостроительному Совету проект был представлен руководителю мастерской Левинсону Е. А. который его подписал как соавтор, не принимая при этом участия в самой работе. (индивидуальный проект самого Левинсона участвовавший во втором туре поддержки не получил. В первом туре Левинсон не участвовал). С этого момента проект идет под двумя фамилиями.
1948 г. — Проектное задание памятника на Пискаревском кладбище. Окончательный вариант. Васильев А. В., Левинсон Е. А. В 1952 г. проектное задание учреждено в Совете Министров СССР. 1954—1960 строительство.
Конкурсные проекты Васильева были единственными, которые рассматривали всю территорию захоронения как единый мемориал, этим он и снискал свою победу в конкурсе и право строительства, одновременно расширив изначальную задачу, поставленную перед архитекторами, собрав все захоронение в единый ансамбль. Все остальные участники ограничились лишь проектированием стоящего на захоронении памятника; Васильев начав с конкурса о памятнике сделал из него проект на ансамбль. Подпись Левинсона наверное не была плохой новостью для А.В., и возможно даже внесла свою лепту в осуществление проекта, по крайней мере она ограничивала проект от лишних вопросов и обеспечивала ему «крышу» выражаясь языком перестроечным.

Первый панельный дом Ленинграда. Один из первых панельных бескаркасных домов СССР.

Е.А. в проекте участвовал мало и не мешал, лишь в один короткий период когда Александр Викторович был в отпуске он нарисовал пристенный фонтан в котором видна чужая общему проекту рука. Арочные украшения на боковой аллее чуждые проекту по стилю — тоже его добавка, призванная поддержать используемый на фонтане язык. К завершению проекта стал присоединяться к Саше на авторском надзоре. Всегда ездил с ним к скульпторам В. В. Исаевой и Р. К. Тауриту. Любил общаться с поэтами. Лишь когда проект был подан на соискание Ленинской премии в 1963 г. он почему-то решил что может остаться единственным автором и не разделять эту премию. Но после некоторой «возни», закончившейся возмущенным протестом, подписанным группой из 24 ведущих архитекторов Ленинграда, бывших свидетелями реального развития событий, осознал, что его собственные права на авторство находятся под вопросом, а его репутация готова рухнуть. Для премии все должно было быть чинно, премию не дали, а зря. Васильев вложил в него всю свою душу, весь свой немалый талант, не оставив без внимания ни малейшей детали. Вот только при жизни не успел пробить подземный тоннель между входными павильонами для их связи и расширения экспозиции и заменить два «торшера» при входе на скульптуры.

### Первая постройка
1-й постройкой архитектора Васильева стал жилой дом 39 на проспекте Обуховской обороны (Шлиссельбургский проспект 79). Проект был окончен в 1948 г. Строительство первого корпуса в 1952 г. Васильев этот дом не «афишировал», считая его «неудачным». В проекте была башня которую не построили и это разрушило композицию. Этот дом стал его полигоном для выработки принципов авторского надзора которым он впоследствии свято следовал. и если на этом проекте он уступал сметчикам и строителям то на доме 184 на Невском пр. он отстоял все детали.
2-й постройкой стало возведение в 1953 г. железнодорожного вокзала в г. Выборге. За него по решению жюри конкурса на лучшие жилые и гражданские здания, выстроенные в городах и рабочих поселках РСФСР в 1953 году, архитектор был удостоен почётной грамоты Управления по делам архитектуры при Совете министров РСФСР.

### Типовые дома
Архитектор Васильев является автором 1-го экспериментального крупнопанельного жилого дома в г. Ленинграде (1-606э), на Щемиловке. К тому времени уже имелся некоторый опыт постройки крупнопанельных домов в г. Москве, но Васильев вносит и здесь свою лепту, он считает что швы не должны быть замаскированы накладными колонками, как делали до этого в Москве, и что они при правильном подходе и исполнении могут быть художественно выразительной частью постройки, обогащая её. Его дом на Щемиловке очень наглядно иллюстрирует его позицию и эстетический потенциал такого подхода. Этот дом был спроектирован в 1954 г. когда Васильева перевели руководителем части бюро типизации занимающейся объемным проектированием. Официальным инж. на этом проекте был главный конструктор Каплунов но большую часть работы по словам Васильева «вывез» инж. Панфилов П. Ф., за что ему в этой статье мы и отдаем должное. В этом же 1954 г. Васильев уходит в 4-ю мастерскую Ленпроекта под руководством Барутчева А. К. и почти тут же сам Барутчев предлагает директору Ленпроекта поставить Васильева новым руководителем мастерской.
Архитектор Васильев вместе с Барутчевым А. К. является автором типовых серийных 5-ти этажных крупнопанельных жилых домов серии 1-506, которые и по сей день пользуются спросом и уважением у Ленинградцев. Удобная планировка, высокие потолки, светлые комнаты. Архитектору Васильеву и самому довелось пожить в доме собственного творения.
Есть его вклад и в серию домов 1ЛГ-606, он выдумал её концепцию, нарисовал первые два фасада «в разбежку» и пробил для Калининского района передав всю основную и последующую работу Русакову М. Е.

### Свердловская набережная
Когда в институте Ленпроект был объявлен внутренний конкурс, Васильев предложил Аркадию Тавьяну делать совместный проект, но тот довольно быстро решил делать отдельную подачу. По приезде из загранпоездки, Васильев предложил сотрудничество Козулину. Начали за две недели до подачи и еле успели. Победила ярко выраженная идея двух уровней, идея внутренних, уютных двориков. Такого подхода в Ленинграде тогда ещё не было. Позже на градостроительном совете Фомин предложил «уплотнить» застройку за счет увеличения высоты «точек» но в конце концов Васильеву удалось избежать «design by committee» и предложенные изменения были аннулированы. Не были построены уже спроектированные спуски к Неве, к сожалению не было осуществлено задуманное архитекторами дальнейшее развитие набережной по их «видению» с двумя гостиницами, малой и высотной, но главное на том этапе удалось осуществить, построить образное, яркое, удобное и человечное.
С 1954 года, когда архитектор возглавил 4-ю мастерскую Ленпроекта, то под его руководством, помимо его «личных» проектов, ведется застройка Полюстрово и Большой Охты, по сути строительство целого города. И здесь, в градостроительных решениях, несмотря на массовую застройку того времени типовыми домами, чувствуется рука незаурядного профессионала, архитектора, художника, чувствуется и большое видение и талант и забота о жителях Санкт Петербурга. Как только может он старается компенсировать тяжелую строительную реальность тех лет: ограничения в использовании материалов, давление строить дёшево и быстро, ограниченный набор используемых технологий… своим талантом и своей полной отдачей своему делу. Иначе он просто не умел.

### Перечень основных построек
Приведены основные постройки до 1968 года. Список построек, конкурсов и статей взят со списка работ представленных на персональной выставке в Союзе Архитекторов Ленинграда. Новые имена улиц могут не совпадать с именами используемыми на момент постройки или проектирования.
- Жилой дом на Шлиссельбургском проспекте, д. 79/81, 1952 г. (Пр. Обуховской Обороны 39, ул. Книковича 1)
- Железнодорожный вокзал в г. Выборге, 1953 г. Васильев А. В., Гольдгор Д. С., Сперанский С. Б.

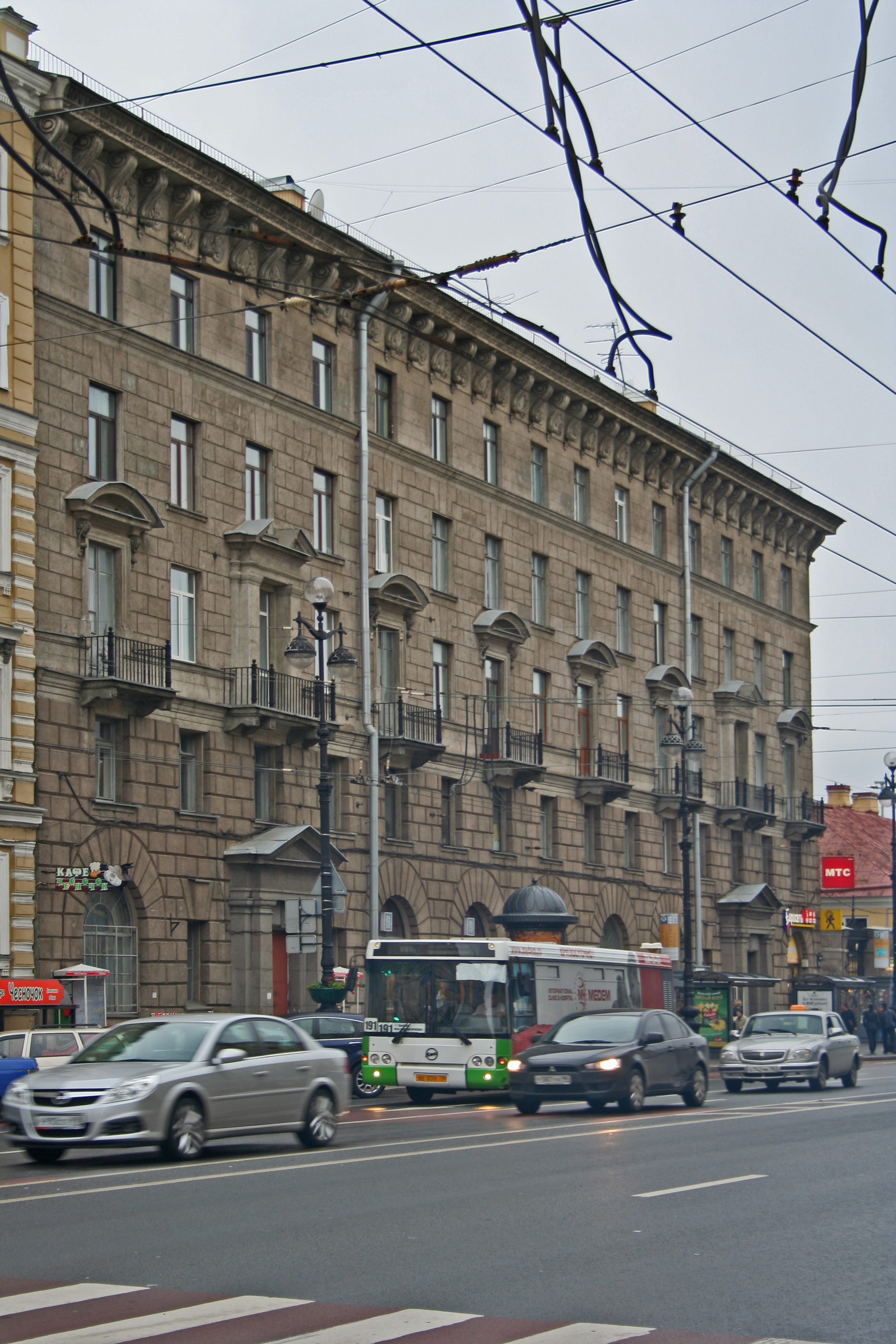
Невский проспект 184

- Жилой дом на Невском проспекте, д. 184, 1953 г. Васильев А. В.
- Здание проектного института ЛОТЭР, 2-я Советская д. 9, 1955 г. Васильев А. В.
- Первый крупнопанельный экспериментальный жилой дом в г. Ленинграде, ул. Полярников д. 10, 1955 г, Васильев А. В., инж. Каплунов З. В., Панфилов П. Ф.
- Станция метрополитена «Нарвская», 1955 г. Васильев А. В., Гольдгор Д. С., Сперанский С. Б. инж. Иванова О. Н.

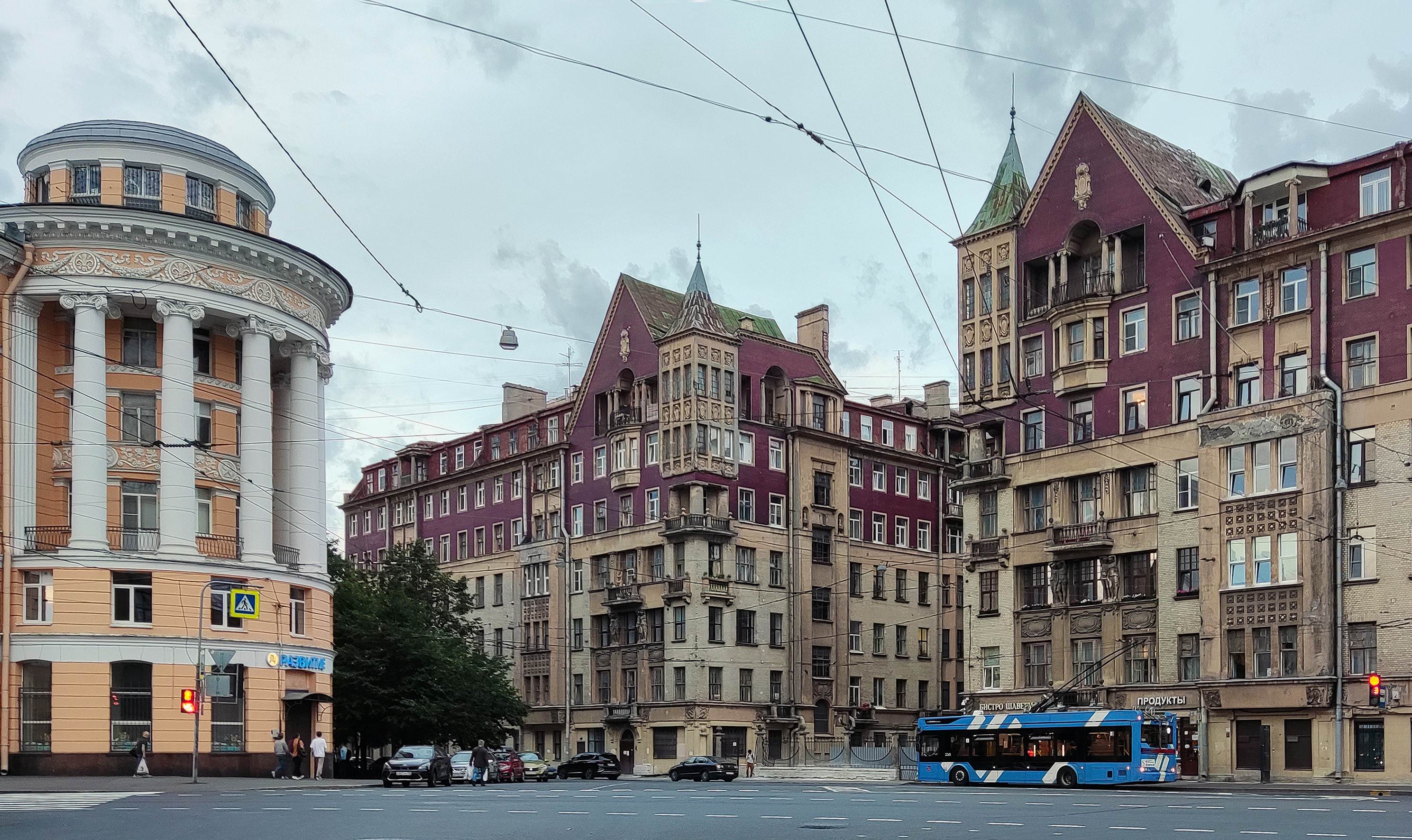
Новгородская 5(бывш.10)

- Жилой дом на Новгородской ул., д. 5 (бывш. 18/20), 1956 г, Васильев А. В.

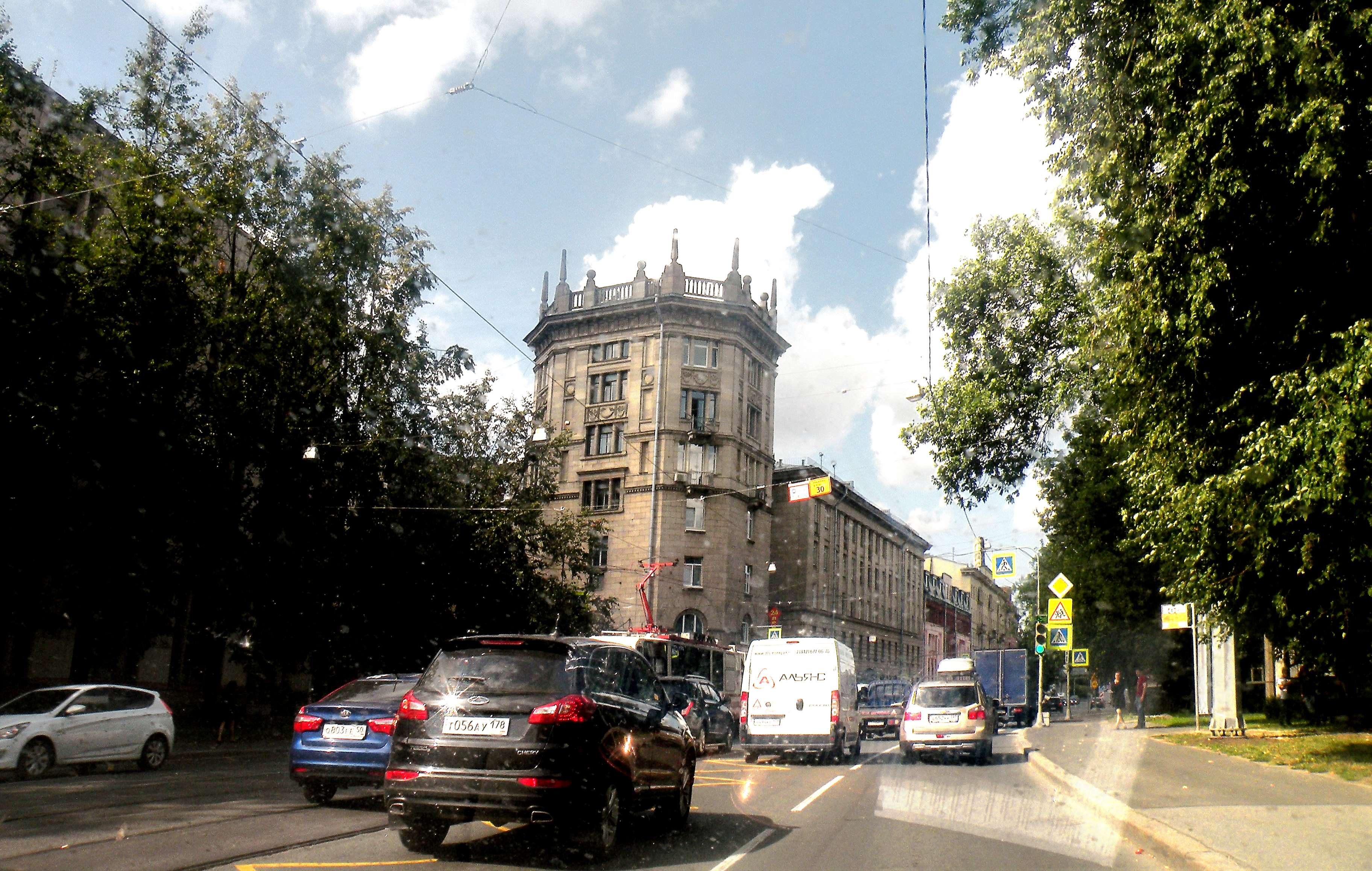
Проспект Обуховской Обороны 39

- Жилой дом на улице Красной площади, д. 4, 1957 г, Васильев А. В.
- Крупнопанельные дома в квартале 30 на Малой Охте, 1958 г. Барутчев А. К., Васильев А. В., Козулин А. И. инж. Челноков Е. Л.
- Планировка и застройка квартала 30 на Малой Охте, 1958 г.
- Пискаревское мемориальное кладбище-музей. Первая очередь. 1960 Г.
- Планировка и застройка экспериментального квартала 39 Полюстрово, 1961 г.
- экспериментальный жилой дом Колпинского ДСК, г. Колпино, 1963 г. г. Васильев А. В. инж Челноков Е. Л.
- 7-этажные типовые крупнопанельные жилые дома ДСК-6 И. Охта, кварталы 32-37, Полюстрово кв. 39,43,45; район дорога в Гражданку кв. 17, 1965-66 г.г. Васильев А. В., Галяс Т. П., Гринев Н. И., инж. Ильина В. А.
- 9-этажные типовые крупнопанельные жилые дома серии 1-606 для ДСК-6. Б. Охта, кварталы 40, 41, 42;, Полюстрово кв.22, 24, 37, 39, 43,; район дорога в Гражданку кв. 17, 1966-67 г.г. Васильев А. В., Костюрин Г. В., Русаков Г. И., инж. Ильина В. А.
- Застройка набережной Невы на Б. Охте напротив Смольного (кв. 26-27-39). Начато в 1966 г. Васильев А. В., Козулин А. И. Ловкачев В. Н. инж Ильина В. А., Косарев Л. В.
- Инженерный корпус Металлического завода им. ХХII съезда КПСС на Свердловской набережной. Начат в 1971 г. Васильев А. В., Козырев А. И., Комаров Ю. В., Филиппов В. Г. инж. Ильина В. А.
- Планировка и застройка кварталов 38 и 46 района Полюстрово. 1965-67 г.г.
- Спуск к Неве на площади у Финляндского вокзала. 1970 г. Васильев А. В.
- Планировка и застройка кварталов 4/72, 5, 28-31 Полюстрово. 1965—1968 г.г.
- Застройка Пискаревского проспекта. 1966—1968 гг.
- Спуск к Неве на набережной Большой Охты напротив Смольного.
- Планировка и застройка района Пискаревского кладбища, кварталы 21,23, 25. 1965—1968 г.г.

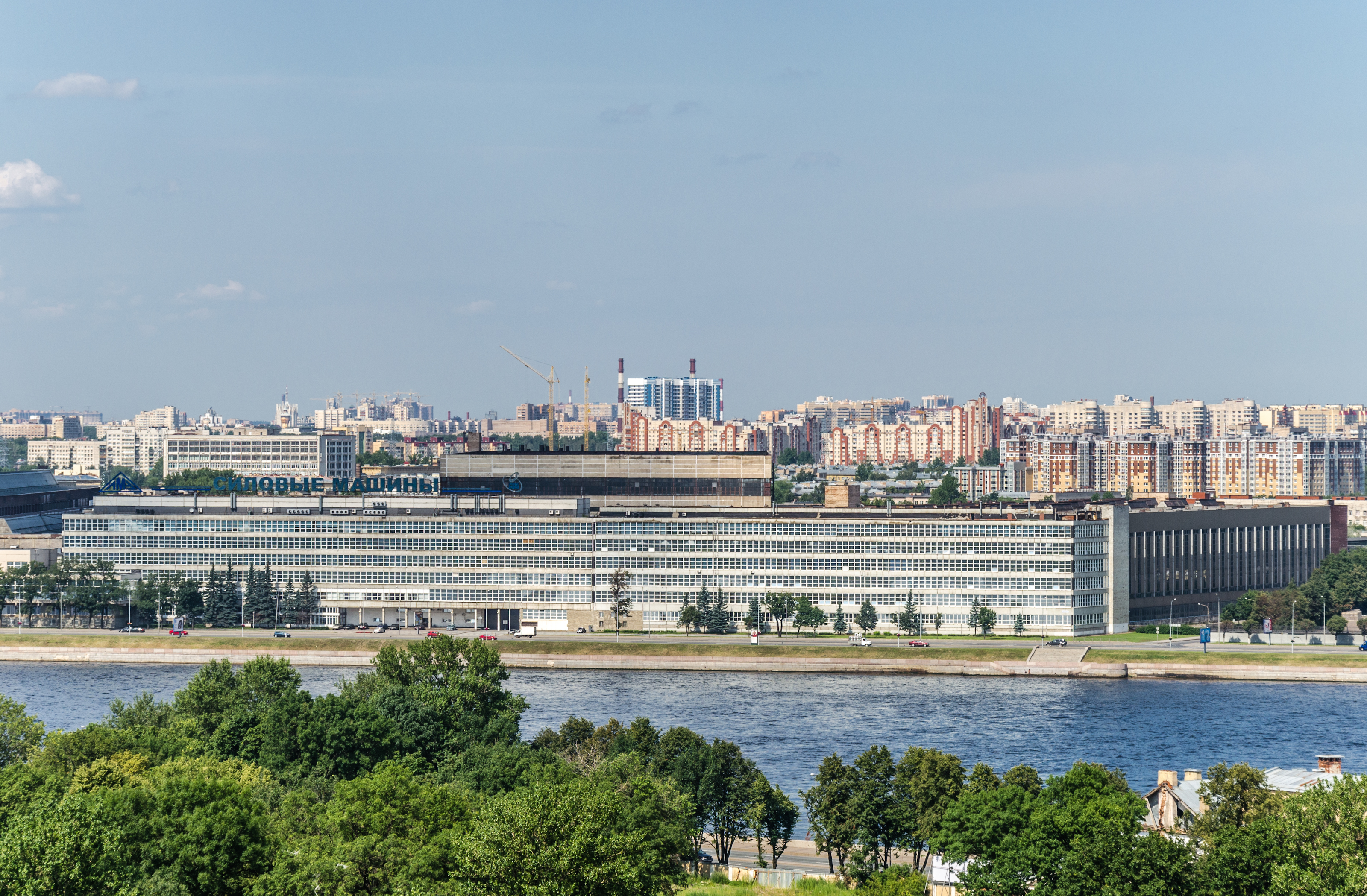
Инженерный корпус Металлического завода

- Жилой дом з-да Красный Выборжец. Большой проспект д. (Магазин стройкниги) 1975 г. Васильев, Козулин А. И., Ловкачев В. Н.
- Жилой дом Управления Октябрьской ж. дор. Проспект Непокоренных 74. 1976 г. Васильев, Мелихова М. К., Орешкин Г. И.

### Конкурсные проекты (выборочный список)
- Проект памятника на местах братских захоронений погибших в блокаду Ленинграда 1941—1943 гг. Внутренний конкурс в тресте «Ленпроект». Архитектор Васильев А. В. Ноябрь 1945 г. Пискаревское кладбище. Право строить.
- Лучший рисунок, акварель, литография. 1-я и 2-я премии. (по литографии) ЛОСАА. 1946 г.
- Проект оформления Дворцовой площади. Две 3-и премии. 1947 г. Васильев А. В.
- Проект дома министров в городе Таллине. Овъяв. Управлением по делам архитектуры Эстонской ССР. Васильев А. В. Ганкевич В. В. Жук А. В., Журавлев Б. Н. Прибульский А. И. Август 1947 г. 3-я премия.
- Проект станции Ленинградского Метрополитена «Площадь Восстания». ЛОССА. Васильев А. В. Александров Г. А. Февраль 1948 г. 2-я и 4-я премии.
- Проект монумента победы в Московском Парке Победы. ЛОССА. Васильев А. В. Октябрь 1948 г. 3-я премия.
- Проект станции Ленинградского Метрополитена. ЛОССА и метростроем. Васильев А. В., Гольдгор Д. С., Сперанский С. Б. Декабрь 1949 г. Проелт принят к строительству станции «Нарвская».
- Проект Железнодорожного вокзала в г. Выборге. Внутренний конкурс в тресте «Ленпроект». Васильев А. В., Гольдгор Д. С., Сперанский С. Б. Январь 1951 г. 1-я премия и право строить.
- Смотр молодых архитекторов в г. Москве. Васильев А. В. Ноябрь 1951 г. 2-я премия
- Эскизный проект архитектурно-планировочной реконструкции и застройки Московского проспекта. Группа архитесторов. Декабрь 1958 г. 2-я премия
- Проект монумента на местах братских боев в период Великой Отечественной Войны 1941—1945 гг. Воронья Гора. ЛОССА. Иасильев А. В. 1-я премия
- Проект памятника Ленину в г. Ленинграде на площади Восстания. Всесоюзный конкурс. Васильев А. В. и скульптор Захаров Е. Г.
  - 1-й тур декабрь 1957 г. 2-я и Поощрительная премии
  - 2-й тур декабрь 1958 г. Заказной проект.
- Проект застройки набережной Большой Охты в г. Ленинграде. Внутренний конкурс в институте «Ленпроект». Васильев А. В., Козулин А. И. Июль 1960 г. 1-я премия и право строить.

## Публикации
- За творческий подход к решению архитектурных задач. // Газета «Строительный рабочий», 27 мая 1952 г.
- Интересное дело. // Газета «Строительный рабочий», 31 декабря 1955 г.
- Главное направление. // Газета «Строительный рабочий». 8 февраля 1956 г.
- Типовые крупнопанельные пятиэтажные жилые дома. // Журнал «Архитектура и строительство Ленинграда». № 2 1956 г. стр. 4-6
- Итоги опытно-показательного строительства первого в Ленинграде крупнопанельного жилого дома. // «Бюллетень технической информации» института «Ленпроект», № I 1956 г.
- Типовые проекты зданий бытового обслуживания // Газета «Строительный рабочий» 22 сентября 1956 г.
- Крупнопанельное домостроение. // Журнал «Архитектура и строительство Ленинграда» № 3, 1956 г. стр.5-8
- Учитывая накопленный опыт. // Газета «Строительный рабочий», 23 января 1957 г.
- Типовые крупнопанельные здания торгового и общественно-бытового назначения. // Журнал «Архитектура и строительство Ленинграда» № 3, 1957 г., стр.9-14
- Памятник на Пискаревском кладбище. // Журнал «Архитектура и строительство Ленинграда» № 4, 1957 г., стр.51.
- Комплексное решение архитектурно-планировочных и инженерных задач. // Журнал «Архитектура и строительство Ленинграда» № 2, 1958 г., стр.18-20
- В комплексном проектировании залог успеха. // Газета «Строительный рабочий», 12 июля 1958 г.
- Первый крупнопанельный жилой дом в Ленинграде // «Сборник научных трудов» ЛИСИ, Выпуск № 21, 1958 г., стр.19-20.
- Дом из прокатных панелей // Журнал «Архитектура, и строительство Ленинграда», № 1, 1959 г., стр. 14-16
- Легкие, дешевые, удобные… // Газета «Строительный рабочий», 4 апреля 1959 г.
- Дом из прокатных панелей // «Бюллетень технической информации». Институт «Ленпроект», № 3-4, 1959 г.
- Малая Окта, квартал 30 // Журнал «Архитектура и строительство Ленинграда», № 3, 1959 г., стр.26-27.
- Большая Охта. Новая планировка жилого района. // Журнал «Строительство и архитектура Ленинграда», № 12 1962 г., стр. 8-9
- Новые кварталы Краснопутиловской улицы. // Журнал «Строительство и архитектура Ленинграда» № II, 1963 г., стр.13-15
- Десятиэтажный точечный дом. Архитектурно-планировочное решение. // Журнал «Строительство и архитектура Ленинграда». 1964 г., стр.7-8
- Пискаревское мемориальное кладбище-музей. // Альбом-монография Памятник героическим защитникам Ленинграда. — М.: Художник РСФСР, 1964, стр. 24-28.
- В творческом поиске новых архитектурно-планировочных решений. // Журнал «Строительство и архитектура Ленинграда», № II, 1965 г., стр.6-9
- Калинский район. // Журнал «Строительство и архитектура Ленинграда» № II, 1967 г., стр. 42-43

и другие.

## Награды
- Заслуженный архитектор РСФСР (1969) — за заслуги в области советской архитектуры
- Медаль «За доблестный труд в Великой Отечественной Войне», Указ президиума Верховного Совета СССР от 6 июня 1945 г.
- Медаль «За оборону Ленинграда», № Е 39622. Указ президиума Верховного Совета СССР от 22 декабря 1942 г.
- Орден «Знак Почёта» № 210253, Указ президиума Верховного Совета СССР от 16 ноября 1955 г.
- Медаль «В память 250-летия Ленинграда», 28 октября 1957 г.
- Нагрудный знак в ознаменование пуска 1-й очереди Ленинградского метрополитена № 709, 23 ноября 1955 г.
- Диплом 1-й степени. Присужден Академией Художеств СССР с вручением Золотой Медали за создание в 1960 г. мемориального ансамбля на Пискаревском кладбище в г. Ленинграде. 5 ноября 1963 г.
- Медаль «За трудовую доблесть», Указ президиума Верховного Совета СССР от 18 Ноября 1965 г.
- Грамота Исполнительного Комитета Ленинградского городского Совета депутатов трудящихся. № 112 Май 1944 г.
- Грамота исполнительного Комитета Ленинградского городского Совета депутатов трудящихся. № 41-31-11 25 октября 1969 г.
- Грамота исполнительного Комитета Ленинградского городского Совета депутатов трудящихся. № 901 9 сентября 1963 г.

## Музеи и архивы
Рисунки, проекты и документы А. В. Васильева хранятся в фондах следующих музеев и архивов:
- Центральный государственный архив литературы и искусства Санкт-Петербурга. Архивный фонд № 807. 1248 документов 29/05/2006. 15 документов 14/6/2006. 8 наименований (80+ документов, работ и т. п.) 4/4/2006. 10 литографий «Разрушения Екатерининского дворца» 2006 г. 24 папки с рисунками и 15 акварелей 25/1/2018.
- Государственный научно-исследовательский музей архитектуры имени А. В. Щусева, Москва. 15 работ 2/06/1987. 26/2/1974 + разные годы передач.
- Государственный музей истории Санкт-Петербурга (32 портрета; 30 проектов; 8 плакатов; 35 грамот и наград; 22/12/1976. 2 наименования 21/10/1984)
- Научно-исследовательский музей Российской Академии художеств. Десятки работ и проектов
- Государственный мемориальный музей обороны и блокады Ленинграда
- Государственный музей-заповедник «Царское Село»
- Государственный музей-заповедник «Павловск»
- Государственный музей городской скульптуры, г. Санкт-Петербург
- Музей истории трудовой славы ДСК № 2, г. Ленинград
- Музей ЛВХПУ им. Мухиной
- Архитектурно исторический заповедник «Софийский Музей». Киев. 25+работ
- Государственный исторический музей УССР
- Исторический музей Львова. 14 работ
- Музей истории и этнографии. г. Вильнюс. 9 работ
- Волгоградский областной краеведческий музей, г. Волгоград
- Костромской областной музей изобразительных искусств, г. Кострома
- Дом музей поселка Ольгино-музей В. К. Папазяна. Санкт Петербург. 13 работ по Армении

и др.

## Семья
Жена — Валентина Ивановна, урождённая Клейменова. Сын — архитектор Георгий Александрович Васильев (1937—1998).